# باندراني-متانجاني
باندراني-متانغاني هي قرية تقع في جزيرة أنجوان في جزر القمر. بلغ عدد سكانها 1,981 نسمة حسب إحصاء عام 1991. و3,486 في تقدير عام 2009.